# Datana eileena
Datana eileena är en fjärilsart som beskrevs av Dyar 1923. Datana eileena ingår i släktet Datana och familjen tandspinnare. Inga underarter finns listade i Catalogue of Life.